# Linia kolejowa nr 145
Linia kolejowa nr 145 – normalnotorowa, jednotorowa, niezelektryfikowana, drugorzędna, częściowo zdemontowana, towarowa linia kolejowa łącząca stację Chorzów Stary ze stacją Radzionków.

## Powstanie i budowa linii
Przyłączenie części Górnego Śląska do II Rzeczypospolitej oraz niekorzystny przebieg granicy państwowej z Rzeszą Niemiecką były głównymi przesłankami do zaprojektowania przez polskie Ministerstwo Dróg Żelaznych linii kolejowej łączącej południową część GOP-u z węzłem kolejowym w Tarnowskich Górach.
Projekt linii kolejowej zakładał wybudowanie dwutorowej magistrali omijającej niemieckie wówczas węzły kolejowe Gleiwitz i Beuthen, kluczowe w transporcie towarowym na północ kraju. Nowo wybudowaną linię skierowano od stacji kolejowej Chorzów Stary na prawo przez „Żabie Doły” w kierunku Dąbrówki Wielkiej i Brzezin do Szarleja.
W swoim założeniu linia od początku została zaprojektowana jako bezkolizyjna z transportem kołowym i pozostałym kolejowym. Budowa sieci wiaduktów kolejowych na przebiegu całej linii skutkowała brakiem występowania przejazdów kolejowo-drogowych. Do najważniejszych wiaduktów kolejowych na linii można zaliczyć: 
- żelbetowy wiadukt kolejowy nad jedynym w Polsce dwutorowym odcinkiem linii wąskotorowej Maciejkowice–Pole Północne Górnośląskich Kolei Wąskotorowych,
- żelbetowy wiadukt pod DK94 Zgorzelec–Korczowa na granicy gmin Piekary Śląskie i Siemianowice Śląskie w okolicy polskich bunkrów bojowych Obszaru Warownego „Śląsk”,
- wiadukt kolejowy nad autostradą A1 w okolicach stacji Piekary Szarlej, wybudowany w 2011 roku.

Uroczystość otwarcia linii kolejowej Chorzów–Szarlej o długości 16 km, omijającej niemiecki Bytom, odbyła się w sobotę 31 października 1925 roku przy udziale wojewody śląskiego Mieczysława Bilskiego. Trasą przejechał wtedy specjalny skład osobowy, wiozący zaproszonych oficjeli województwa, kolei, duchowieństwa i wojska, witanych na każdej stacji i przystanku kolejowym przez przedstawicieli władz gmin i organizacji społecznych oraz miejscową ludność w odświętnych strojach ludowych.
Pierwszy pociąg towarowy przejechał dwutorowy odcinek Chorzów–Szarlej 5 listopada 1925 roku, zaś regularny ruch towarowo-osobowy uruchomiono 1 grudnia 1925 roku. Pociągi pasażerskie kursowały w relacji Tarnowskie Góry–Katowice Bogucice przez Chorzów, Siemianowice Śląskie. W latach 1927–1928 na linii wybudowano przystanek osobowy Szarlej Piekary, który ułatwiał pielgrzymom z całej Polski dotarcie do Sanktuarium Matki Boskiej Piekarskiej. Przystanek ten zasługuje na uwagę także z powodu nowoczesnej formy architektonicznej budynku dworcowego z murowaną i krytą kładką dla pieszych nad torami zaprojektowanej przez profesora Politechniki Warszawskiej Lecha Niemojewskiego. Projekt został zrealizowany w wyniku wygrania konkursu ogłoszonego w 1927 roku.
Podczas okupacji niemieckiej linią zarządzała opolska Dyrekcja Kolei Rzeszy w Opolu (Reichsbahn-Direktion Oppeln). Zmieniono nazwy stacji i przystanków:
- Piekary Śląskie Szarlej na Deutsch Piekar,
- Piekary Śląskie na Deutsch Piekar Hp.,
- Brzeziny Śląskie na Birkenhain,
- Dąbrówka Wielka na Gross Dombrowka.

W roku 1942 niemieckie władze okupacyjne dobudowały sześciokilometrowy odcinek toru od stacji Brzeziny Śląskie (wówczas Birkenhain) do Wojkowic, gdzie znajdowała się od roku 1912 bocznica kolejowa kopalni Jowisz, w wyniku czego 27 września 1942 roku oddano do eksploatacji nowe połączenie kolejowe z Ząbkowicami (wówczas Zombkowitz) i dalej ze znaczącą stacją towarową Łazy. Ruch pasażerski na odcinku Brzeziny Śląskie–Ząbkowice (później Ząbkowice Będzińskie) uruchomiono dopiero w roku 1948.

## Eksploatacja linii
W ciągu trzech pierwszych lat eksploatacji nowa linia Chorzów–Szarlej w wyniku szkód górniczych zapadła się aż o 1,7 m. Linia ta była jedną z najbardziej obciążonych przewozami linii polskiej części Górnego Śląska. Kursowały wówczas 43 pary pociągów na dobę, w tym 18 par pociągów osobowych.
Podczas okupacji niemieckiej ruch pasażerski i towarowy był kontynuowany; świadczą o tym niemieckie rozkłady jazdy z lat 1941–1944. Stacja Brzeziny Śląskie i przyległe do niej szlaki utrzymana była w pełnej sprawności eksploatacyjnej (dokonywano dwóch w ciągu dnia objazdów przyległych szlaków). Wszystkie urządzenia sterowania ruchem kolejowym były w idealnym stanie, a na terenie kolejowym pojawiały się liczne patrole wojskowe.
W czasie działań wojennych linia Chorzów–Szarlej nie została poważnie uszkodzona, dlatego już w 1945 roku wznowiono ruch pociągów osobowych i towarowych. Przywrócono przedwojenne nazwy stacji i przystanków osobowych.
Powojenny kilometraż linii 145 według instrukcji D29 przedstawia tabela:
| Nazwa                   | Kilometraż | Rodzaj             |
| ----------------------- | ---------- | ------------------ |
| Chorzów                 | 0,000 km   | stacja             |
| Dąbrówka Wielka         | 5,752 km   | przystanek osobowy |
| Brzeziny Śląskie        | 7,653 km   | stacja             |
| Piekary Śląskie         | 10,563 km  | przystanek osobowy |
| Piekary Śląskie Szarlej | 12,804 km  | stacja             |
| Rojca                   | 15,923 km  | przystanek osobowy |

Po II wojnie światowej na linii ruch kolejowy był prowadzony przez lokomotywy parowe serii Ok1 z lokomotywowni w Lublińcu i Ok22 z Tarnowskich Gór. Obciążenie dla parowozów na linii wynosiło 350 ton, a prędkość szlakowa nie przekraczała 75 km/h. W późniejszym okresie do pracy przewozowej wykorzystywano także parowozy OKl27 z lokomotywowni Łazy.
W roku 1952 stacja Chorzów zmieniła nazwę na Chorzów Stary, a przystanek Rojca na Radzionków Miasto, później na Radzionków Rojca.
W rozkładzie jazdy pociągów pasażerskich 1967–1968 na linii Chorzów Stary–Radzionków Rojca kursowało już tylko 8 par pociągów w relacji Katowice Bogucice–Tarnowskie Góry.
Kursowanie pociągów pasażerskich na odcinku Chorzów Stary–Brzeziny Śląskie zawieszono 31 marca 1968 roku. O godz. 22:48 przystanek osobowy Dąbrówka Wielka przestał funkcjonować wraz z odjazdem, w tym dniu, ostatniego pociągu pasażerskiego.
W rozkładzie jazdy pociągów pasażerskich 1972–1973 roku na odcinku Brzeziny Śląskie–Radzionków Rojca kursują tylko 4 pary pociągów, z tego 2 z Ząbkowic Będzińskich.
Ostatni kurs pociągu pasażerskiego na odcinku Radzionków Rojca–Brzeziny Śląskie odbył się w dniu 29 maja 1976 roku. Ostatni pociąg pasażerski odjechał natomiast ze stacji Brzeziny Śląskie do stacji Ząbkowice Będzińskie w dniu 22 maja 1982 roku.
W latach 80. XX w. PKP miały plany elektryfikacji linii, jednak nigdy plany te nie zostały zrealizowane.
Budynek przystanku osobowego Piekary Śląskie został zburzony z końcem lat osiemdziesiątych, natomiast budynek kolejowy przystanku osobowego Dąbrówka Wielka został przekształcony w budynek mieszkalny i istnieje do dziś.

## Degradacja szlaków

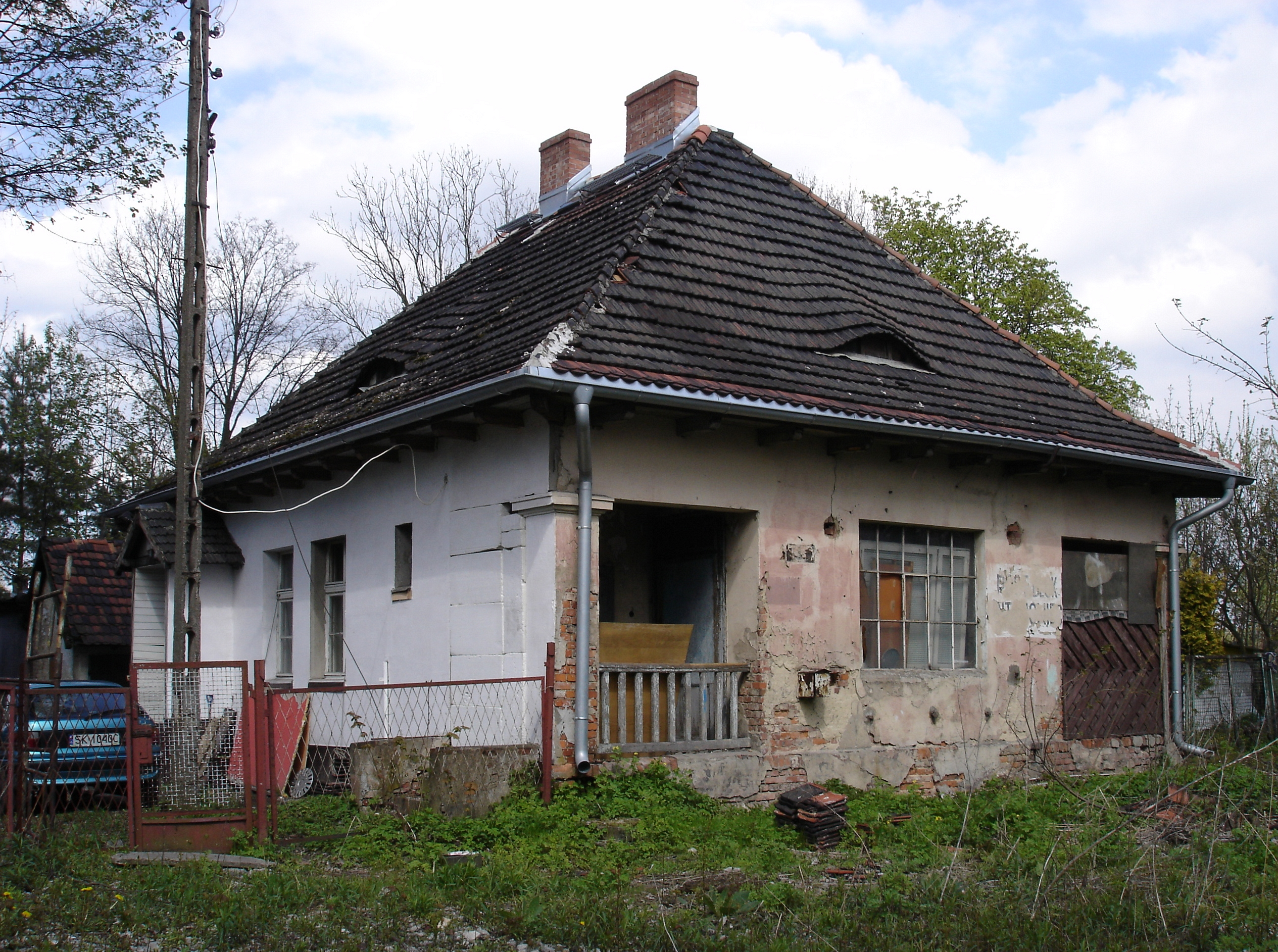
Posterunek osłonny Antoniowiec linii kolejowej nr 145 w Piekarach Śląskich (2017)

W roku 2002 odcinek Chorzów Stary–Brzeziny Śląskie, po likwidacji toru nr 1, zmienił charakter z dwutorowego na jednotorowy.
Stacja towarowa Brzeziny Śląskie została przebudowana w 2007 roku w związku z likwidacją KWK Andaluzja. Rok później został wyburzony zabytkowy budynek dworca kolejowego.
25 kwietnia 2013 zarządca infrastruktury linii – PKP Polskie Linie Kolejowe – ogłosił, że na dziewięciokilometrowym odcinku linii 145 Chorzów Stary–Kopalnia Julian od grudnia 2013 zostanie zawieszony ruch pociągów. Decyzja PKP PLK jest argumentowana redukcją kosztów na utrzymanie linii kolejowych, na których odbywa się sporadyczny ruch pociągów.